# Sokuluk
Sokuluk (in dungani: Сохўлў in russo Сокулук?) è una cittadina del Kirghizistan settentrionale, capoluogo del distretto omonimo.